# Séamus Downey
Séamus Downey (nascido em 13 de junho de 1960) é um ex-ciclista irlandês que competiu no ciclismo nos Jogos Olímpicos de Verão de 1984, representando a Irlanda.